# Макгиннис, Роберт
Роберт Эдвард МакГиннис (англ. Robert Edward McGinnis; 3 февраля 1926, Цинциннати, Огайо, США — 10 марта 2025, Олд-Гринвич, Коннектикут) — американский художник и иллюстратор. Проиллюстрировал более чем 1200 обложек книг и более 40 постеров к фильмам, включая «Завтрак у Тиффани» (1961), «Барбарелла» (1968) и несколько фильмов о Джеймсе Бонде и Мэтте Хелме. Является членом Зала славы Общества иллюстраторов c 1993 года.

## Биография
Роберт Эдвард МакГиннис родился 3 февраля 1926 года в Цинциннати (Огайо, США), но вырос в штате Вайоминг (США).
Макгиннис стал учеником в студии Уолта Диснея, затем изучал изобразительное искусство в Университете штата Огайо. После военной службы в морской пехоте он занялся рекламой. Случайная встреча с Митчеллом Хуксом в 1958 году привела его в Dell Publishing. Там он начал карьеру, иллюстрирую книги в мягкой обложке, написанные такими авторами, как Дональд Уэстлейк (под псевдонимом Ричарда Старка), Эдварда С. Аарона, Эрла Стэнли Гарднера, Ричарда С. Пратера, а также Майкла Шейна и Картера Брауна.
Визитной карточкой художника стали изображения соблазнительных роковых женщин. Каллен Мёрфи, главный редактор Vanity Fair упомянул Роберта в своих мемуарах про иллюстраторов и карикатуристов.

Женщина МакГинниса сбросила оковы своего времени. Этого не найдешь даже в работах иллюстраторов 80-х годов. Можно легко сказать, из какой эпохи женщина, изображенная на обложке того или иного художника. Чего не скажешь о женщине МакГинниса. Она могла бы прямо сейчас прогуляться по самым модным районам Нью-Йорка, Лондона или Парижа…Оригинальный текст (англ.)Shed the shackles of her time period. You can’t say that about the work of illustrators from the 20s, 30s, or 40s, or even from the 70s or 80s. The women they depict can easily be slotted into the right era. But a McGinnis Woman? She could stroll the most fashionable precincts of New York or London and Paris...
В 1985 году МакГиннис был удостоен звания «Романтический художник года» по версии журнала «Romantic Times» за обложки для книг в романтическом стиле.
В 2014 году вышла книга «Искусство Роберта МакГинниса», которую написал Арт Скотт в соавторстве с самим художником. Раньше я делал много разных вещей, — говорит Марк Фрауэнфельдер в введении, — я любил ловить форель, походы и спорт — но теперь все, что я хочу делать, это рисовать. Я не могу сказать почему, но на протяжении всей истории было так, что художники никуда не уходят; они рисуют до дня своей смерти. Они привязывают кисти к рукам, они подпирают себя предметами, но они рисуют. Эти слова оказались правдой. Роберт МакГиннис больше 90 лет, но он до сих пор рисует.
Умер 10 марта 2025 года в своём доме в Олд-Гринвиче, штат Коннектикут, в возрасте 99 лет. После его смерти Трип Габриэль из The New York Times написал, что иллюстрации Макгинниса «определили эпоху», отметив его «страстные, фотореалистичные изображения женщин с пышными формами».

## Отзывы
Журналист Кингстон Пирс в материале для проекта Crime Reads, как и многие другие, обратил внимание на особенных женщин в изображении Роберта.

Он предпочитает портрет сюжетным сценам, а его работы отличаются точным использованием цвета и особенно гибкими и сочными женщинами, которые так часто становятся центром его полотен. Женщины, которых Vanity Fair однажды охарактеризовала как «смесь греческой богини и людоеда Урсулы Андресс».Оригинальный текст (англ.)His works are distinguished by their precise use of color, the artist’s preference for portraiture over depicting story scenes, and especially the lithe and luscious women who are so often the focal point of his canvases. Women whom Vanity Fair once described as “a mix of Greek goddess and man-eating Ursula Andress.
Чарльз Ардай, редактор нью-йоркского издательства Hard Case Crime, которое специализируется на книгах в мягкой обложке в винтажном стиле, выпустил несколько книг за полтора десятилетия, сотрудничая с МанГиннисом.

Да, были и другие художники, которые рисовали красивых женщин, но нет ничего лучше, чем женщина от МакГинниса. Длинноногие, безмятежные, отчужденные, невозмутимые, выгибающиеся, смертельно опасные или загадочные и чувственные женщины Боба похожи на потусторонние существа, захватывающие дух и совершенные.Оригинальный текст (англ.)Yes, there have been other painters who painted beautiful women—but there’s nothing like a McGinnis woman... Leggy, serene, aloof, unruffled, coiled, and deadly or enigmatic and sensuous, Bob’s women are like otherworldly creatures, breathtaking and perfect.